# Филоновка (Житомирская область)
Филоновка (укр. Філонівка) — село на Украине, находится в Радомышльском районе Житомирской области.
Код КОАТУУ — 1825084602. Население по переписи 2001 года составляет 89 человек. Почтовый индекс — 12233. Телефонный код — 4132. Занимает площадь 0,442 км².

## Адрес местного совета
12233, Житомирская область, Радомышльский р-н, с.Котовка